# Philip Boggs
Philip George Boggs (conocido como Phil Boggs; Akron, 29 de diciembre de 1949-Miami, 2 de julio de 1990) fue un deportista estadounidense que compitió en saltos de trampolín y plataforma.
Participó en los Juegos Olímpicos de Montreal 1976, obteniendo una medalla de oro en la prueba individual. En los Juegos Panamericanos consiguió tres medallas, en los años 1975 y 1979.
Ganó tres medallas de oro en el Campeonato Mundial de Natación entre los años 1973 y 1978.

## Palmarés internacional
| Juegos Olímpicos     | Juegos Olímpicos          | Juegos Olímpicos  | Juegos Olímpicos |
| Año                  | Lugar                     | Medalla           | Prueba           |
| -------------------- | ------------------------- | ----------------- | ---------------- |
| 1976                 | Montreal (Canadá)         | Medalla de oro    | Trampolín 3 m    |
| Campeonato Mundial   |                           |                   |                  |
| Año                  | Lugar                     | Medalla           | Prueba           |
| 1973                 | Belgrado (Yugoslavia)     | Medalla de oro    | Trampolín 3 m    |
| 1975                 | Cali (Colombia)           | Medalla de oro    | Trampolín 3 m    |
| 1978                 | Berlín Occidental (RFA)   | Medalla de oro    | Trampolín 3 m    |
| Juegos Panamericanos |                           |                   |                  |
| Año                  | Lugar                     | Medalla           | Prueba           |
| 1975                 | Ciudad de México (México) | Medalla de plata  | Trampolín 3 m    |
| 1979                 | San Juan (Puerto Rico)    | Medalla de plata  | Trampolín 3 m    |
| 1979                 | San Juan (Puerto Rico)    | Medalla de bronce | Plataforma 10 m  |